# 마샤 해킷
마사 해킷(Martha Hackett, 1961년 2월 21일 ~ )은 미국의 배우이다.
보스턴에서 태어났다.

## 출연 작품
- 키스 키스 뱅뱅 (2005년)
- The Lone Ranger (2003)
- 맨 헌팅 (1999년)
- 베일 속의 음모 (1994년)
- 카르노사우르 (1993년)
- 흑전사 블랙 엔젤 (1991년)

### 텔레비전
- 스타 트렉: 보이저 (1995-2001)